# Campanha da Moldávia (1497-1499)
A campanha da Moldávia ou a Guerra Polaco-Otomana de 1497–1499  foi uma guerra malsucedida contra os moldavos, apoiada pelos turcos, liderada por João Alberto da Polônia, que partiu com um exército de 80.000 homens. com os objetivos de depor Estêvão, o Grande, da Moldávia e substituí-lo por Sigismundo Jagello, reconquistar as fortalezas na costa norte do mar Negro e assumir o controle da Crimeia e do delta do Danúbio.

## Contexto
John I Albert foi eleito por defender uma política ofensiva contra os otomanos, e fez uma aliança com Veneza e a Hungria para um esforço conjunto para contra eles.  Estêvão, o Grande da Moldávia, recusou-se a aderir à aliança, temendo que a Moldávia fosse o cenário principal de qualquer guerra polaco-otomana.  Os esforços de Alberto para deslocá-lo levaram a uma briga com Ladislau da Hungria, que considerava Estêvão quase como seu vassalo. Isso acabou com sua aliança recente e, como resultado, Albert planejou alcançar seus objetivos sem qualquer ajuda estrangeira. Após alguns anos de preparação, Alberto enviou um enviado a Istambul pedindo paz, mas Bayazid II rejeitou e ambos os lados estavam prontos para a guerra em 1497. 

## Batalha
Albert conseguiu levantar um exército de cerca de 80.000 homens e aproximadamente 200 canhões, no verão de 1497 ele planejou reconquistar as fortalezas na costa norte do Mar Negro e assumir o controle da Crimeia e do delta do Danúbio, enquanto Estêvão, o Grande da Moldávia era capaz de garantir o apoio aos otomano. A ofensiva polonesa começou no mês de junho de 1497, mas os moldávios, apoiados pelos otomanos, cruzaram para a Bucovina e derrotaram decisivamente os poloneses em Valea Cosminului (Batalha da Floresta Cosmin) e então começaram a invadir o território polonês até Lwów. A campanha de Albert foi desastrosa e seus objetivos falharam, então ele fez as pazes com os moldavos e otomanos em 1499 e reconheceu o controle otomano do Mar Negro.

## Consequências
Como resultado desta campanha, os tártaros da Criméia ficaram com um grande império, incluindo toda a estepe ao norte da Crimeia, do Dniester ao Volga, sob a suserania do sultão otomano.